# 후린의 아이들
후린의 아이들은 판타지 소설로 존 로널드 루엘 톨킨에 의해 작성되었다. 그는 이 이야기의 첫 버전을 1910년대에 쓰기 시작했고 그 이후로 여러 번 개작하였다. 그러나 1973년에 죽을 때까지 이 소설을 끝내지 못하여 그의 아들인 크리스토퍼 톨킨이 이 이야기를 다시 구성하여, 2007년에 독립된 창작물로 출간하였다.
후린의 아이들은 실마릴리온과 끝나지 않은 이야기들에서도 다루어졌던 인간족의 영웅 후린의 아들인 투린과 딸인 니에노르의 삶을 주된 줄거리로 하고 있다.

## 참고
후린의 아이들의 내용 중 대부분이 《실마릴리온》, 누메노르와 가운데땅의 끝나지 않은 이야기들에 수록되어 있다.